# 問田和宏
問田 和宏（といだ かずひろ、1965年 - ）は、日本の実業家、野村不動産パートナーズ株式会社代表取締役社長。

## 人物・経歴
1965年生まれ。千葉県出身。1989年3月、立教大学社会学部卒業。同年4月、野村不動産株式会社入社。
2012年同社執行役員、2015年同社常務執行役員法人営業本部副本部長嘱託、2019年同社常務執行役員都市創造事業本部長、野村不動産ライフ＆スポーツ株式会社取締役等を歴任。2022年4月、同社常務執行役員都市開発第二事業本部長に就任。2023年4月、野村不動産パートナーズ株式会社代表取締役社長に就任。